# Campionati mondiali completi di pattinaggio di velocità 2014
I Campionati mondiali completi di pattinaggio di velocità 2014 sono stati la 107ª edizione della manifestazione. Si sono svolti a Heerenveen, nei Paesi Bassi, il 22 e il 23 marzo 2014.

Tra le donne l'olandese Ireen Wüst ha vinto la sua quinta medaglia d'oro, mentre tra gli uomini ha conquistato il suo primo titolo il suo connazionale Koen Verweij.

## Campionati maschili
| Pos. | Atleta              | Nazione     | Tempo |
| ---- | ------------------- | ----------- | ----- |
| 1    | Konrad Niedźwiedzki | Polonia     | 35"91 |
| 2    | Håvard Bøkko        | Norvegia    | 35"95 |
| 3    | Koen Verweij        | Paesi Bassi | 35"95 |
| 4    | Sun Longjiang       | Cina        | 36"17 |
| 5    | Yang Fan            | Cina        | 36"34 |

| Pos. | Atleta               | Nazione     | Tempo   |
| ---- | -------------------- | ----------- | ------- |
| 1    | Jan Blokhuijsen      | Paesi Bassi | 6'17"78 |
| 2    | Koen Verweij         | Paesi Bassi | 6'19"69 |
| 3    | Denis Juskov         | Russia      | 6'20"15 |
| 4    | Renz Rotteveel       | Paesi Bassi | 6'22"39 |
| 5    | Sverre Lund Pedersen | Norvegia    | 6'23"72 |

| Pos. | Atleta               | Nazione     | Tempo   |
| ---- | -------------------- | ----------- | ------- |
| 1    | Denis Juskov         | Russia      | 1'46"12 |
| 2    | Koen Verweij         | Paesi Bassi | 1'46"47 |
| 3    | Bart Swings          | Belgio      | 1'46"47 |
| 4    | Sverre Lund Pedersen | Norvegia    | 1'46"86 |
| 5    | Renz Rotteveel       | Paesi Bassi | 1'46"94 |

| Pos. | Atleta               | Nazione     | Tempo    |
| ---- | -------------------- | ----------- | -------- |
| 1    | Jan Blokhuijsen      | Paesi Bassi | 13'13"93 |
| 2    | Denis Juskov         | Russia      | 13'17"84 |
| 3    | Koen Verweij         | Paesi Bassi | 13'19"12 |
| 4    | Bart Swings          | Belgio      | 13'29"42 |
| 5    | Sverre Lund Pedersen | Norvegia    | 13'30"10 |

### Classifica generale
| Pos.    | Atleta                | Nazione     | 500 m | 5000 m  | 1500 m  | 10000 m  | Punti   |
| ------- | --------------------- | ----------- | ----- | ------- | ------- | -------- | ------- |
| Oro     | Koen Verweij          | Paesi Bassi | 35"92 | 6'19"69 | 1'46"47 | 13'19"12 | 149,365 |
| Argento | Jan Blokhuijsen       | Paesi Bassi | 36"41 | 6'17"78 | 1'47"15 | 13'13"93 | 149,600 |
| Bronzo  | Denis Juskov          | Russia      | 36"75 | 6'20"15 | 1'46"12 | 13'17"84 | 150,030 |
| 4       | Sverre Lund Pedersen  | Norvegia    | 36"72 | 6'23"72 | 1'46"86 | 13'30"10 | 151,217 |
| 5       | Bart Swings           | Belgio      | 36"88 | 6'26"78 | 1'46"47 | 13'29"42 | 151,519 |
| 6       | Håvard Bøkko          | Norvegia    | 35"95 | 6'26"14 | 1'48"01 | 13'40"88 | 151,611 |
| 7       | Renz Rotteveel        | Paesi Bassi | 36"92 | 6'22"39 | 1'46"94 | 13'36"52 | 151,631 |
| 8       | Konrad Niedźwiedzki   | Polonia     | 35"91 | 6'36"11 | 1'47"31 | 14'10"58 | 153,820 |
| 9       | Jan Szymański         | Polonia     | 36"42 | 6'31"38 | 1'47"74 |          | 111,471 |
| 10      | Wouter Olde Heuvel    | Paesi Bassi | 36"34 | 6'28"59 | 1'48"92 |          | 111,505 |
| 11      | Haralds Silovs        | Lettonia    | 36"61 | 6'37"63 | 1'48"05 |          | 112,389 |
| 12      | Sergej Grjazcov       | Russia      | 36"93 | 6'32"93 | 1'48"55 |          | 112,406 |
| 13      | Dmïtrïy Babenko       | Kazakistan  | 37"29 | 6'30"11 | 1'48"43 |          | 112,444 |
| 14      | Sun Longjiang         | Cina        | 36"17 | 6'38"46 | 1'50"83 |          | 112,959 |
| 15      | Bram Smallenbroek     | Austria     | 36"92 | 6'43"99 | 1'48"42 |          | 113,459 |
| 16      | Fredrik van der Horst | Norvegia    | 37"17 | 6'36"90 | 1'49"82 |          | 113,466 |
| 17      | Andrea Giovannini     | Italia      | 37"04 | 6'34"90 | 1'51"10 |          | 113,563 |
| 18      | Yang Fan              | Cina        | 36"34 | 6'48"41 | 1'49"37 |          | 113,637 |
| 19      | Nils van der Poel     | Svezia      | 37"92 | 6'28"68 | 1'51"19 |          | 113,851 |
| 20      | Luca Stefani          | Italia      | 37"56 | 6'39"02 | 1'50"96 |          | 114,448 |
| 21      | Edwin Park            | Stati Uniti | 36"94 | 6'49"60 | 1'51"99 |          | 115,230 |
| 22      | Jordan Belchos        | Canada      | 38"74 | 6'38"92 | 1'52"03 |          | 115,975 |
| 23      | Patrick Meek          | Stati Uniti | 39"13 | 6'33"68 | 1'53"17 |          | 116,221 |
| 24      | Piotr Puszkarski      | Polonia     | 55"23 | 6'46"44 | 1'50"55 |          | 132,724 |

## Campionati femminili
| Pos. | Atleta                   | Nazione     | Tempo |
| ---- | ------------------------ | ----------- | ----- |
| 1    | Ireen Wüst               | Paesi Bassi | 38"86 |
| 2    | Julija Skokova           | Russia      | 39"00 |
| 3    | Ekaterina Šichova        | Russia      | 39"13 |
| 4    | Kali Christ              | Canada      | 39"37 |
| 5    | Katarzyna Bachleda-Curuś | Polonia     | 39"55 |

| Pos. | Atleta           | Nazione     | Tempo   |
| ---- | ---------------- | ----------- | ------- |
| 1    | Ireen Wüst       | Paesi Bassi | 3'58"83 |
| 2    | Yvonne Nauta     | Paesi Bassi | 4'03"20 |
| 3    | Ol'ga Graf       | Russia      | 4'05"51 |
| 4    | Diane Valkenburg | Paesi Bassi | 4'05"89 |
| 5    | Irene Schouten   | Paesi Bassi | 4'07"08 |

| Pos. | Atleta            | Nazione     | Tempo   |
| ---- | ----------------- | ----------- | ------- |
| 1    | Ireen Wüst        | Paesi Bassi | 1'54"13 |
| 2    | Ol'ga Graf        | Russia      | 1'55"67 |
| 3    | Julija Skokova    | Russia      | 1'55"99 |
| 4    | Natalia Czerwonka | Polonia     | 1'56"91 |
| 5    | Yvonne Nauta      | Paesi Bassi | 1'57"32 |

| Pos. | Atleta           | Nazione     | Tempo   |
| ---- | ---------------- | ----------- | ------- |
| 1    | Yvonne Nauta     | Paesi Bassi | 6'57"59 |
| 2    | Ireen Wüst       | Paesi Bassi | 6'59"07 |
| 3    | Ol'ga Graf       | Russia      | 7'00"01 |
| 4    | Diane Valkenburg | Paesi Bassi | 7'08"11 |
| 5    | Irene Schouten   | Paesi Bassi | 7'11"56 |

### Classifica generale
| Pos.    | Atleta                   | Nazione     | 500 m | 5000 m  | 1500 m  | 10000 m | Punti   |
| ------- | ------------------------ | ----------- | ----- | ------- | ------- | ------- | ------- |
| Oro     | Ireen Wüst               | Paesi Bassi | 38"86 | 3'58"83 | 1'54"13 | 6'59"07 | 158,615 |
| Argento | Ol'ga Graf               | Russia      | 39"84 | 4'05"51 | 1'55"67 | 7'00"01 | 161,315 |
| Bronzo  | Yvonne Nauta             | Paesi Bassi | 41"09 | 4'03"20 | 1'57"32 | 6'57"59 | 162,488 |
| 4       | Julija Skokova           | Russia      | 39"00 | 4'08"60 | 1'55"99 | 7'18"50 | 162,946 |
| 5       | Diane Valkenburg         | Paesi Bassi | 40"00 | 4'05"89 | 1'58"45 | 7'08"11 | 163,275 |
| 6       | Irene Schouten           | Paesi Bassi | 39"73 | 4'07"08 | 1'59"49 | 7'11"56 | 163,896 |
| 7       | Katarzyna Bachleda-Curuś | Polonia     | 39"55 | 4'08"75 | 1'57"73 | 7'19"97 | 164,248 |
| 8       | Natalia Czerwonka        | Polonia     | 39"69 | 4'11"26 | 1'56"91 | 7'26"98 | 165,234 |
| 9       | Luiza Złotkowska         | Polonia     | 39"93 | 4'09"34 | 1'57"88 |         | 120,779 |
| 10      | Kali Christ              | Canada      | 39"37 | 4'14"39 | 1'58"36 |         | 121,221 |
| 11      | Ekaterina Šichova        | Russia      | 39"13 | 4'17"19 | 1'58"96 |         | 121,648 |
| 12      | Miho Takagi              | Giappone    | 39"68 | 4'12"62 | 1'59"68 |         | 121,676 |
| 13      | Zhao Xin                 | Cina        | 39"92 | 4'18"59 | 1'59"84 |         | 122,964 |
| 14      | Evgenija Dmitrieva       | Russia      | 40"38 | 4'16"42 | 1'59"93 |         | 123,092 |
| 15      | Jelena Peeters           | Belgio      | 41"39 | 4'10"67 | 2'00"86 |         | 123,454 |
| 16      | Li Qishi                 | Cina        | 40"48 | 4'20"21 | 2'00"66 |         | 124,068 |
| 17      | Liu Jing                 | Cina        | 39"57 | 4'22"96 | 2'03"70 |         | 124,629 |
| 18      | Ivanie Blondin           | Canada      | 40"66 | 4'22"13 | 2'02"75 |         | 125,264 |
| 19      | Shannon Rempel           | Canada      | 39"71 | 4'29"72 | 2'03"43 |         | 125,806 |
| 20      | Shoko Fujimura           | Giappone    | 41"99 | 4'14"57 | 2'04"51 |         | 125,921 |
| 21      | Camilla Farestveit       | Norvegia    | 42"11 | 4'22"42 | 2'04"23 |         | 127,256 |
| 22      | Ida Njåtun               | Norvegia    | 39"82 | DNS     |         |         |         |